# 대한민국 제5차 국민투표
대한민국 제5차 국민투표는 1980년 10월 22일 실시되었다.

## 배경
10·26 사건으로 박정희 대통령이 사망한 이후 1979년 11월 10일 최규하 대통령권한대행은 담화를 통해 유신헌법 개정과 새로운 헌법질서의 수립을 약속했다. 갑자기 찾아온 서울의 봄은 12월 12일 12.12 군사 반란으로 신군부 세력이 부상하면서 꽃을 피우지 못했다. 1980년 5월부터 전국적으로 민주화를 요구하는 학생 시위가 발생했다. 1980년 5월 12일 국회의 여야 총무는 5월 20일 오전 10시에 국회를 소집하여 비상계엄 해제안 등 정치 현안을 접수하고 개헌안 논의를 본격화하기로 합의했다. 하지만 신군부는 비상계엄 전국확대·국회 해산·국보위 설치를 골자로 하는 집권 시나리오를 계획하고 군부 주도로 정국을 이끌어 나가기로 했다. 신군부는 5월 17일 24시 비상계엄령을 전국으로 확대하면서, 계엄포고령 10호를 선포하여 정치활동 금지 ·보도검열 강화·휴교령 등의 조치를 내렸다. 이와 동시에 여야 주요 정치인과 재야 인사를 체포하고 군병력으로 국회의사당을 봉쇄해 임시국회를 무산시켰다. 신군부는 5·17 쿠데타에 항거한 5.18 광주민주화운동을 진압하고 사전 계획대로 5월 31일에 국가보위비상대책위원회를 설치해 내각을 조종·통제해 나가 실질적으로 정권을 장악했다.
신군부는 개헌 문제를 주도하던 국회와 내각을 무력화하고, 국가보위비상대책위원회를 통해 군부 인사 중심으로 개헌안을 논의하기 시작했다. 최규하 대통령이 8월 16일 사임하자, 8월 27일에는 전두환 국가보위비상대책위원회 상임위원장이 통일주체국민회의에서 제11대 대통령으로 선출됐고, 9월 1일에 대통령으로 취임했다. 국가보위비상대책위원회는 9월 9일에는 헌법개정안을 확정지었고 계엄령 하에 10월 22일 국민투표에 부쳐졌다.

## 결과
| 1980년 제8차 헌법개정안 | 1980년 제8차 헌법개정안 | 1980년 제8차 헌법개정안 |
| 찬성 또는 반대          | 득표수                  | 득표율                  |
| ----------------------- | ----------------------- | ----------------------- |
| 찬성                    | 17,829,354              | 92.9%                   |
| 반대                    | 1,357,673               | 7.1%                    |
| 무효표                  | 266,899                 | 1.37%                   |
| 총 득표수               | 19,453,926              | 100.00%                 |
| 투표율                  | 95.5%                   | 95.5%                   |
| 유권자수                | 20,373,869              | 20,373,869              |

## 같이 보기
- 10.26 사건
- 신군부
- 12.12 군사반란
- 서울의 봄
- 5.17 쿠데타
- 5.18 광주민주화운동
- 제8차 헌법개정
- 전두환
- 제5공화국